# Caribbean Club
Der Caribbean Club ist eine Bar auf der Insel Key Largo in Florida in den USA. Es ist die älteste Bar der Upper Keys und wurde durch den Gangsterfilm Gangster in Key Largo mit Humphrey Bogart und Lauren Bacall bekannt. Sie liegt am U.S. Highway 1 auf der Buchtseite der Insel (Blackwater Sound).

## Geschichte
Eine ursprünglich als ein Angelclub für weniger wohlhabende Männer (Fishing club for man of modest means) genutzte Marina war 1938 von Carl Graham Fisher gegründet worden, der die Anlage als ersten Teil einer Kette gleichartiger Objekte entlang der Keys geplant hatte. Fisher war ein durch den Börsencrash von 1929 verarmter vormaliger Millionär, der in Florida im Immobiliengeschäft tätig war, zeitweise auf Key Largo gelebt hatte und im Juli 1939 in Miami starb.
Ursprünglich bestand das Hauptgebäude der Anlage aus einer Bar und einer Küche. Es gab einen Anlegesteg und Charterboote konnten angemietet werden. Bei der Eröffnung im Januar 1940 war Fisher bereits verstorben. Tom Hanley war der erste Manager des Clubs, er erwarb die Immobilie 1945 und erweiterte sie um einen kleinen Hotelanbau mit sechs Zimmern. Die Küche war auf Seafood spezialisiert, Küchenchef war Roy E. Harris.
In der Feriensaison wurde in der Bar ein illegales, aber geduldetes Spielcasino betrieben. Im Innenraum diente als Dekoration eine historische Kanone des 1695 gesunkenen englischen Linienschiffes Winchester, dessen Reste 1938 von Hugh M. Matheson vor der Küste Key Largos gefunden wurden.
1948 übernahm die Familie Krone die Bar von den Hanleys. Im Jahr 1955 brannte das Gebäude. Der Hotelbau und die Küche wurden dabei zerstört und nicht wieder aufgebaut. 1963 erwarben Ruth und Lefty Whitehurst den Caribbean Club von Richard Craig. In Folge betrieben deren Kinder die Bar, die heute von den Enkelkindern geführt wird. Gäste sind Einheimische wie auch Touristen, es werden ausschließlich Getränke serviert. Der Innenraum ist mit Erinnerungsstücken zu den Florida Keys, dem Film Gangster in Key Largo und dem Schauspieler Humphrey Bogart dekoriert. Eine große Plakatwand am Highway weist auf die Bar im Zusammenhang mit dem Film von 1948 hin: „Caribbean Club – where the famous movie Key Largo was filmed“.
Der Caribbean Club war 2015 ein Schauplatz der von Netflix veröffentlichten Webserie Bloodline.

## FilmKey Largo
Im Spätsommer 1947 wohnten der Regisseur John Huston und der Drehbuchautor Richard Brooks im Hotel des Caribbean Clubs, um das Drehbuch zu einer Filmversion des Maxwell-Anderson-Theaterstücks Key Largo von 1939 anzufertigen. Huston gefiel der Titel des Theaterstücks, er bestand aber auf einer weitgehenden Änderung des Inhaltes. Der Film sollte in einem Hotel auf Key Largo spielen, der Caribbean Club entsprach den Vorstellungen Hustons und inspirierte ihn. Während Brooks das Drehbuch nach Anweisungen Hustons schrieb, verbrachte der seine Zeit mit Angeln am Pier des Grundstücks. Um seinen einzigen Gästen (außerhalb der Saison) mehr Unterhaltung zu bieten, ließ Hanley bereits einige Wochen vor der Wintersaison das Casino in der Bar einrichten.

“Now our lives are laid out more sensibly, I’ll still fishing during the day, you can write, and in the evenings we’ll put on neckties and go to the tables, just the two of us.”

„Jetzt ist unser Leben [hier] sinnvoller zu planen, ich werde weiterhin tagsüber angeln, Du wirst schreiben, und am Abend werden wir unsere Krawatten anlegen und an die [Spiel]tische gehen, nur wir beide.“

Huston, bekannt für seine Spielleidenschaft, soll in Folge eine erhebliche Summe (25.000 Dollar) am Craps-Würfeltisch und beim Roulettespielen verloren haben; auch Brooks verspielte einen Betrag in Höhe der Vergütung für seine Arbeit am Drehbuch. Der Croupier im Caribbean Club wurde „Ziggy“ genannt; im Film Gangster in Key Largo taucht ebenfalls eine Figur mit diesem Namen auf. Neben Huston und Brooks wohnten zeitweise auch Hustons dritte Ehefrau, Evelyn Keyes mit ihrem zahmen Affen Dodie, der Produzent Sam Spiegel und der Regisseur Anatole Litvak mit ihnen im Caribbean Club.
Der Film wurde dann zwischen Dezember 1947 und März 1948 vorwiegend in den Burbanks Studios (Bühnen 16, 19, 22 und 26) von Warner Brothers in Hollywood produziert. Dazu war der Innenraum des Caribbean Clubs nachgebaut worden. Nur wenige und kurze Außenszenen entstanden am Originalort auf Key Largo. Dennoch wird auch heute noch die Bar in Touristenführern häufig als Drehort des Films angegeben.